# Thành Đông, Tây Ninh (Thanh Hải)
Thành Đông (城东区) là một quận thuộc địa cấp thị Tây Ninh, tỉnh Thanh Hải, Trung Quốc.

## Địa lý
Quận Thành Đông có diện tích 114,60 km², dân số năm 2003 là 214.000 người, trong đó người Hán là chủ yếu.

## Hành chính
Quận Thành Đông được chia thành 7 nhai đạo: Thành Trấn Vũ, Bát Nhất Lộ, Đông Quan Đại Nhai, Hỏa Xa Trạm, Đạ Quần Nhai, Lâm Gia Nhai, Chu Gia Tuyền và 2 trấn: Nhạc Gia, Vân Gia Khẩu.